# Sonja Roman
Sonja Roman (Hodoš, 11. ožujka 1974.), slovenska atletičarka natječe se u disciplinama 800, 1500 i 3000 metara. 
Najveći uspjeh je postigla na Europskom prvenstvu u dvorani 2009. u Torinu osvojivši brončanu medalju. Natjecala se na Olimpijskim igrama 2008., Svjetskim prvenstvima: na otvorenom 2007. u Osaki i u dvorani 2003. u Birmingamu, 2004. u Budimpešti, 2006. u Moskvi i 2008. u Valenciji, Europskim prvenstvima na otvorenom 2002. u Münchenu i 2006. u Göteborgu, i u dvorani 2005. u Madridu, 2007. u Birmingamu i 2009. u Torinu.
U svom prvom velikom međunarodnom natjecanju trčala je kao juniorka na Svjetskom juniorskom prvenstvu na otvorenom 1998. u Annecy kada je trčala u trci na 800 metara.
Povremeno trči i u disciplinama od 1.000 i 3.000 metara.
Romanova je visoka 1,68 metara, a teška 54 kg.

## Najbolji rezultati
- 800 m - 2:02.47 min (2003.)
- 1500 m - 4:06.75 min (2007., dvorana)
- 3000 m - 8:54.24 min (2008., dvorana)

## Vanjske poveznice
- IAAF-ov profil Sonje Roman